# سیارک ۳۵۳۶۴
سیارک ۳۵۳۶۴ (به انگلیسی: 35364 Donaldpray، نامگذاری:1997UT) سی و پنج هزار و سیصد و شصت و چهارمین سیارک کشف شده‌است که در ۲۱ اکتبر ۱۹۹۷ کشف شد.